# The Moat Recordings
The Moat Recordings ist ein Album des Joseph Holbrooke Trio, bestehend aus Derek Bailey, Gavin Bryars und Tony Oxley. Die im Dezember 1998 im Moat Studio in Stockwell, London, entstandenen Aufnahmen erschienen am 21. März 2006 auf dem Label Tzadik.

## Hintergrund
Der Bassist Gavin Bryars, der Schlagzeuger Tony Oxley und der Gitarrist Derek Bailey (der im Dezember 2005 verstarb) trafen sich zwischen 1962 und 1966 im englischen Sheffield und begannen, die Grenzen des Modalen Jazz hin zu freieren Formen des musikalischen Ausdrucks zu erweitern, wobei sie sich zunehmend von den auch im Jazz geltenden traditionellen Konzepten von Melodie, Akkordwechseln und Rhythmus entfernten. In seinen Zeit in Manchester machte das Trio (benannt nach dem zu dieser Zeit weitgehend vergessenen britischen Komponisten Joseph Holbrooke) weder Studioaufnahmen noch zeichnete es Live-Auftritte auf, die bis 1966 wöchentlich in einem Club stattfanden.
Das vorhandene frühe Aufnahmematerial der Gruppe besteht aus einigen Probebändern sowie zwei eher obskuren Mitschnitten von Konzerten bei einer Tournee mit dem Altsaxophonisten Lee Konitz durch Nordengland 1966. Erst nach 32 Jahren trafen sich die drei Musiker im September 1998 zu einem Wiedersehenskonzert im Kölner Stadtgarten, das aufgezeichnet und 2000 auf Incus Records veröffentlicht wurde (Joseph Holbrooke ’98). Mittlerweile waren Bailey und Oxley zu einflussreichen Persönlichkeiten geworden, deren Musik die Entwicklung des europäischen Free Jazz und der freien Improvisation entscheidend prägte, schrieb Alexander J. Beissenhirtz.
Im Anschluss an den Auftritt im Stadtgarten vereinbarten die Musiker, später im Jahr drei Tage zusammen zu verbringen, um in London Studioaufnahmen zu machen. Dabei spielten die Musiker nur nachmittags von etwa 13 Uhr bis etwa 18 Uhr. Während der Aufnahmen hörten sich die Musiker nicht das bereits Aufgenommene an. Für den dritten Tag schlug Derek Bailey vor, dass wir auch abends vor einem kleinen geladenen Publikum aufnehmen sollten (das Moat Studio ist nicht sehr groß; es waren etwa zwölf Gäste). Ein paar Wochen später spielten sie im Januar 1999 noch ein weiteres Mal öffentlich, diesmal ein vollständiges Abendkonzert in Antwerpen.
Die Musik auf diesem aus zwei CDs bestehenden Album enthält 15 Stücke mit einer Länge von drei Minuten („Matilda“) bis 17 Minuten („Crookesmoor“). The Moat Recordings ist die einzige bisher veröffentlichte Studioaufnahme der Gruppe. Obwohl Bailey zu diesem Zeitpunkt bereits todkrank war, wurde er informiert und beteiligte sich an der Veröffentlichung dieser Aufnahmen.

## Titelliste
- Joseph Holbrooke Trio: The Moat Recordings (Tzadik TZ7616)[5]

CD1
1. Orchard 11:27
2. Condensation 8:50
3. Crookesmoor 16:49
4. Campo 6:51
5. Fermata 11:41
6. Radio Bossa 8:01
7. Mappin 4:56

CD2
1. Holderness 12:47
2. Cord 9:53
3. Tenter 8:20
4. Edinburgh 12:10
5. Cortical 10:20
6. Chiuso 4:56
7. From Bar Seven 11:40
8. Matilda 2:48

## Rezeption

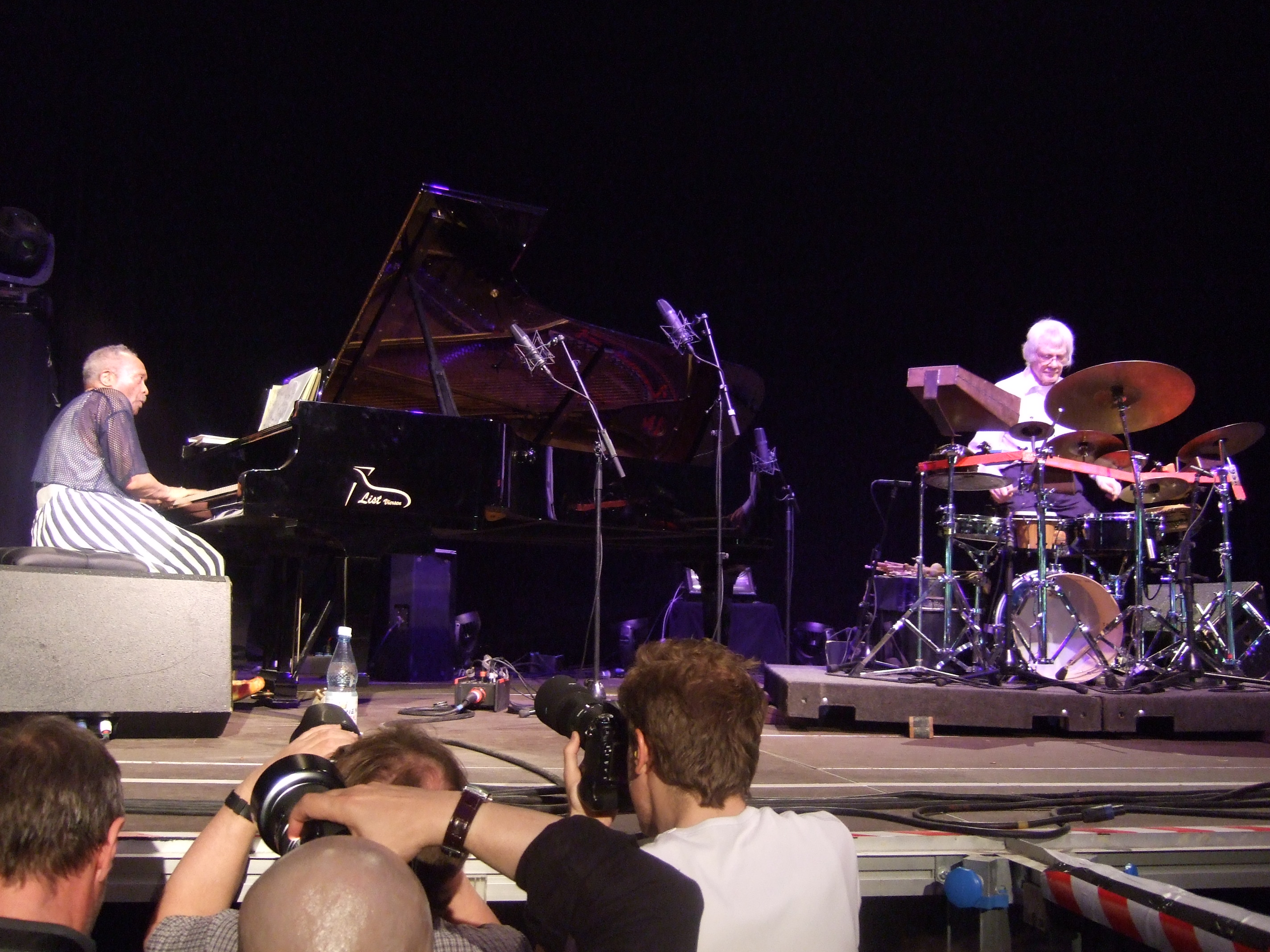
Cecil Taylor und Tony Oxley auf dem Moers Fesrival 2008

Wie man es von einer Derek-Bailey-Platte erwarten kann, sei das Spiel durchweg abstrakt, dennoch würde das Trio auf aggressive Machtspiele jeglicher Art verzichten – ganz im Gegenteil: Das enge Zusammenspiel und das subtile Zusammenspiel der Musiker ähnle eher zeitgenössischer Kammermusik als den freien Ausbrüchen von Charles Gayle oder Peter Brötzmann, schrieb Alexander J. Beissenhirtz in All About Jazz. Die Aufnahmequalität sei hervorragend und ermögliche es, alle Nuancen und Obertöne von Baileys fragmentarischen Gitarrenlinien und Bryars’ kommentierenden Bassfiguren herauszuhören. Der erfahrene Tony Oxley, der zu dieser Zeit Cecil Taylors bevorzugter Schlagzeuger war, erzeuge aus seinem Kit eine große Bandbreite an Sounds und bewege die Musik in verschiedene Richtungen.
In seinen Liner Notes beziehe sich Bryars auf das klassische Bill Evans Trio (mit Scott LaFaro und Paul Motian) als einen frühen Einfluss auf das Joseph Holbrooke Trio während seiner Gründungsjahre in den 60er Jahren, so Beissenhirtz. Und so unähnlich die musikalischen Abstraktionen dieser drei Meister der freien Improvisation aus dem Jahr 1998 im Vergleich zu den romantischen Klavierausflügen von Bill Evans auch klingen mögen, so viele Gemeinsamkeiten hätten sie doch: spontaner Erfindungsreichtum, instrumentale Virtuosität, das gegenseitige Verständnis der Spieler und die Gleichberechtigung jeder Instrumentalstimme verdeutlichen die Verwurzelung des Joseph Holbrooke Trios in der Tradition der großen Trioformationen des Jazz.
Thom Jurek verlieh dem Album in Allmusic vier Sterne und schrieb, die Beteiligten würden zutiefst kommunikativ und einfühlsam agieren, und in manchen Fällen vielleicht sogar telekinetisch, wie in „Crooksmoor“, „Radio Bossa“, „Cortical“, „Holderness“ und „From Bar Seven“. Das sei freie Musik, und auch aufmerksame Musik, gespielt mit Leidenschaft, Zurückhaltung und einem Sinn für Experimentierfreude und Humor. Das Tzadik-Label sei das perfekte Zuhause für diese Aufnahmen; es passe in die Familie, und man kann sich die Freude auf John Zorns Gesicht nur vorstellen, als Bryars sich an ihn wandte, um sie herauszugeben. Für Fans der freien Improvisation ist dies eine faszinierende und absolut befriedigende Sache.